# 이준환 (유도 선수)
이준환(李俊奐, 2002년 6월 19일~)은 대한민국의 유도 선수이다. 2024년 하계 올림픽 남자 유도 남자 81 kg급(하프미들급)에서 동메달을, 유도 혼성 단체전에서 동메달을 획득하였다.

## 경력
2022 트빌리시 그랜드 슬램과 2022 울란바토르 그랜드 슬램에서 금메달을 획득했다.